# Leles (Sagalaherang)
Leles is een bestuurslaag in het regentschap Subang van de provincie West-Java, Indonesië. Leles telt 3472 inwoners (volkstelling 2010).